# Войтенко Анна
Анна Войтенко (нар. 1989) — мультимедійний художник, працює з фотографією, відео та живописом.
Створювала документальні проекти що досліджують різні аспекти людського буття: про народну культуру мистецтв і ремесел, про вуличних собак в Україні,про життя в замкнутому середовищі лепрозорію в Каїрі, а також створювала фото історії, що присвячені християнській громаді, яка сконцентрована в місті сміття на території столиці Єгипту. Авторка художньо-документального фільму «Місто», що був учасником місцевих та міжнародних фестивалів у Києві, Львові, Кривому Розі, (Україна) та Каїрі, (Єгипет), Осло, Норвегія, Греції.

## Життєпис
Народилася в Києві.У 2003 році закінчила НТУУ КПІ. Почала фотографувати у 2004 році Навчалась у художній школі «Національний будинок художників» і школі фотожурналістики при газеті «Вечірні вісті». Двічі була членом журі всеукраїнської премії «Фотограф року».

## Творчість

### Виставки
Відомі фотопроєкти: «Іза», «Сильна жінка».
Авторка експериментального проєкту «Місто», який було показано на фестивалях в Осло, Каїрі, Афінах та ін.
У 2011 році кілька місяців працювала в Каїрі над проєктом про «місто сміттярів», у найбільшому в світі лепрозорії, розташованому в Єгипті.
Лекторка PhotoCULT, в 2014 році читала авторський курс «Суб’єктивне дослідження: курс документальної фотографії з Анною Войтенко».

#### 2004
- «Непотрібний час»

#### 2005
- 7, Галерея мерії Бемова, Варшава, Польща

#### 2007
- «Петріківка»,
- «Виховання жалості» Київ, галерея Мистецький курінь у рамках II Київського бієнале фотографії
- «Один день з життя Києва», галерея РА, Київ
- «Свіже», шведсько-український проєкт, Стокгольм

#### 2008
- «Іза», Київ [6] Проєкт «Іза» - це серія чорно-білих робіт, які авторка робила протягом трьох років в селі Іза Хустського району на Закарпатті.
- «Суміш», арт-центр Я Галерея, Київ, куратор – Павло Гудімов
- 4х4: сучасна українська та литовська фотографія, Вільнюс, Литва

#### 2009
- [ad infinitum] до нескінченності, арт-центр Я Галерея, Київ

#### 2010
- «Ти - ілюзія», Київ [7] Композиція, що створює ілюзію простору і всеприсутності за рахунок дзеркал. «Ти ілюзія», — заявила мисткиня людській самотності, сірості та нереалізованості. |  | Сучасна людина оточена бетонними стінами власної кімнати, та й власного життя загалом. За допомогою стовпів як символів надреального простору та системи дзеркал хотілося віднайти ілюзію виходу, відкритості, єдності зі світом, адже у множинності ілюзій створюється нова реальність. |
- 01.12.2010 – 16.01.2011 - «Вбити фотографію», Київ

#### 2011
- «Постріли»

#### 2012
- «Тінь трави», арт-центр Я Галерея, Дніпро
- Antycyclone, галерея Квартира 3, Київ, куратор – Олександр Ляпін

#### 2014
- «У нашім раї», арт-центр Я Галерея, Дніпро

#### 2020
- «Мертві пси», Київ[8]

### Книги
Фотоальбом «Іза» - перший у серії «Українська фотографія», започаткованій видавництвом «Артбук».

## Нагороди
Має нагороди  Грант Проф. Херш Чадха O.P.M. (Harvard). Дубай (OAE). Грант Шведського інституту для шведсько-українського проєкту «Урбаністичні структури»; Перше місце в конкурсі журналістської фотографії, «Психіатрія і гордість людини», Перше місце в конкурсі «Reinox»
- 2008 - Official Honorable Mention for the 2008 All Roads Photography Program
- 2010 — Гран-прі премії «Кращий фотограф 2009» Росії країн СНД і Балтії
- 2010 — премія фонду розвитку фотожурналістики Росії
- 2010 - премія National Geographic[10]

- 2014 – друге місце в номінації Документальна фотографія Фотограф року 2013 за серію «Швидка допомога»
- 2013 - the Nomination Awards of Humanity Photo Awards 2013
- 2011 - VISA POUR L'Image , Перпіньян 2011 , ANI Харт і La Lettre де ла Photographie : Coup De Coeur для верби селі Іза.
- 2006 - Перше місце в конкурсі журналістської фотографії «Психіарія та гідність людини».